# آق‌بلاغ (زرندیه)
آق‌بلاغ روستایی در دهستان دوزج بخش خرقان شهرستان زرندیه استان مرکزی ایران است.

## جمعیت
بر پایه سرشماری عمومی نفوس و مسکن در سال ۱۳۹۵ جمعیت این روستا ۳۳ نفر (۱۲خانوار) بوده‌است.

## نگارخانه

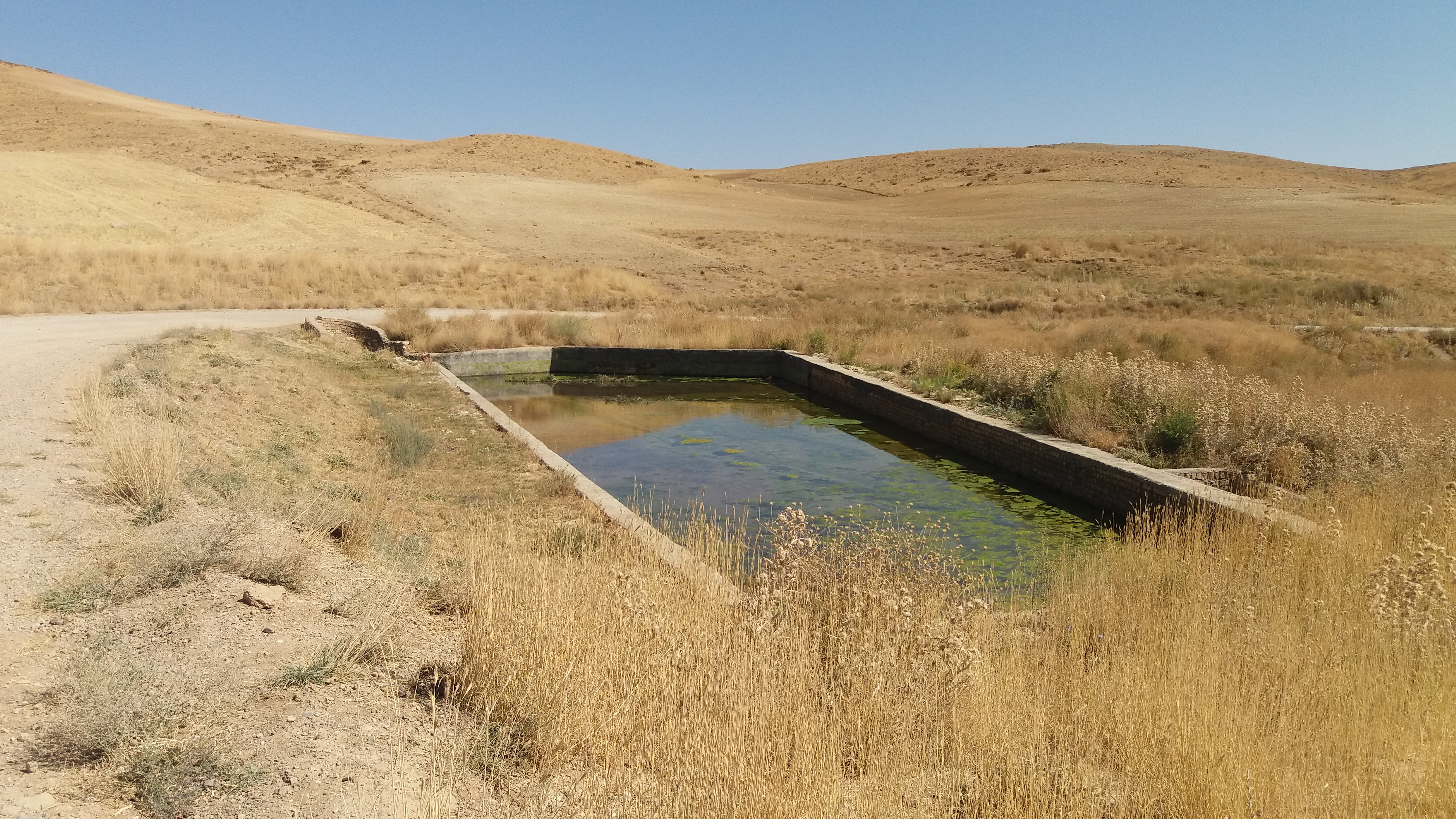
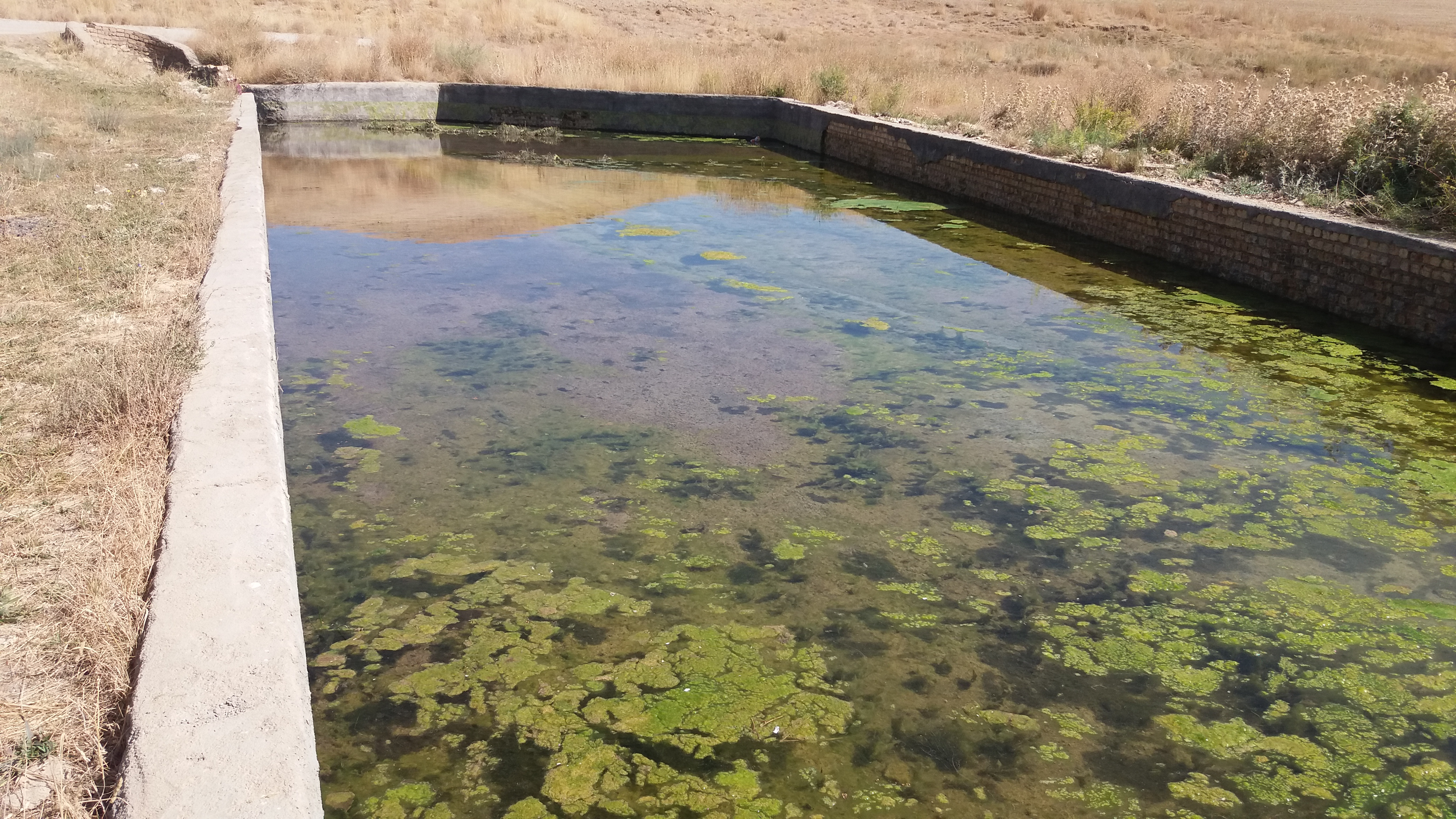
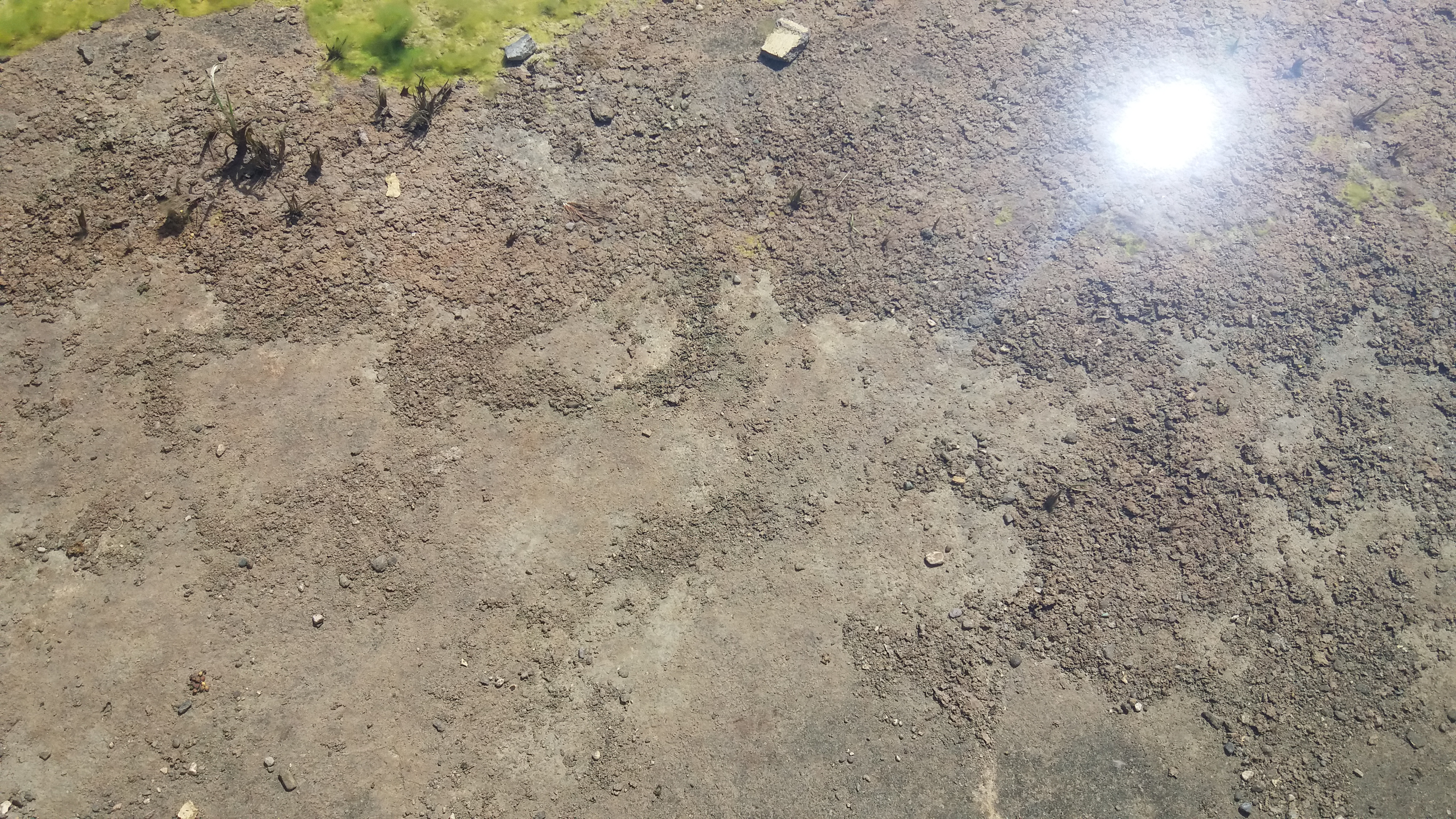

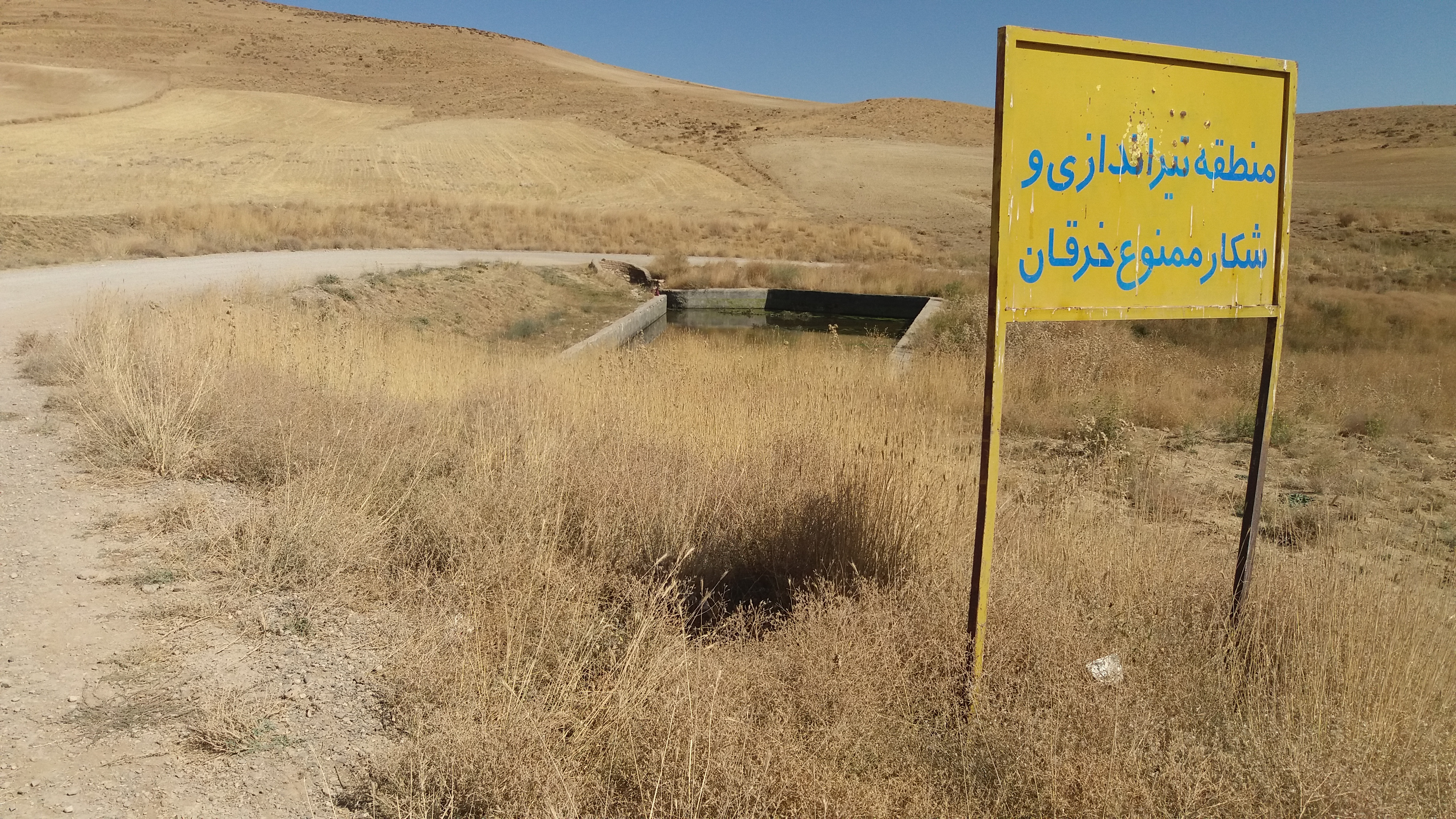
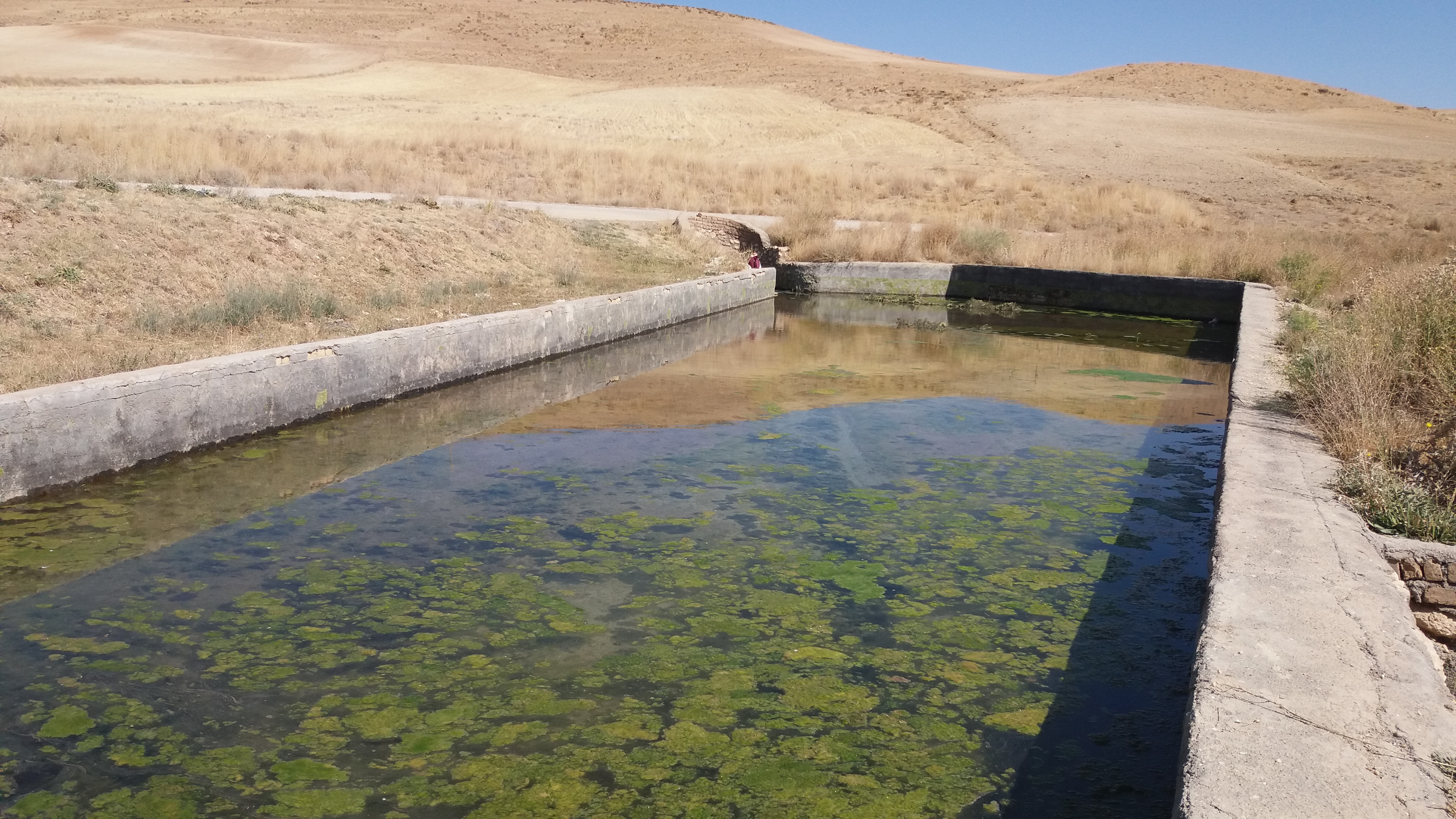
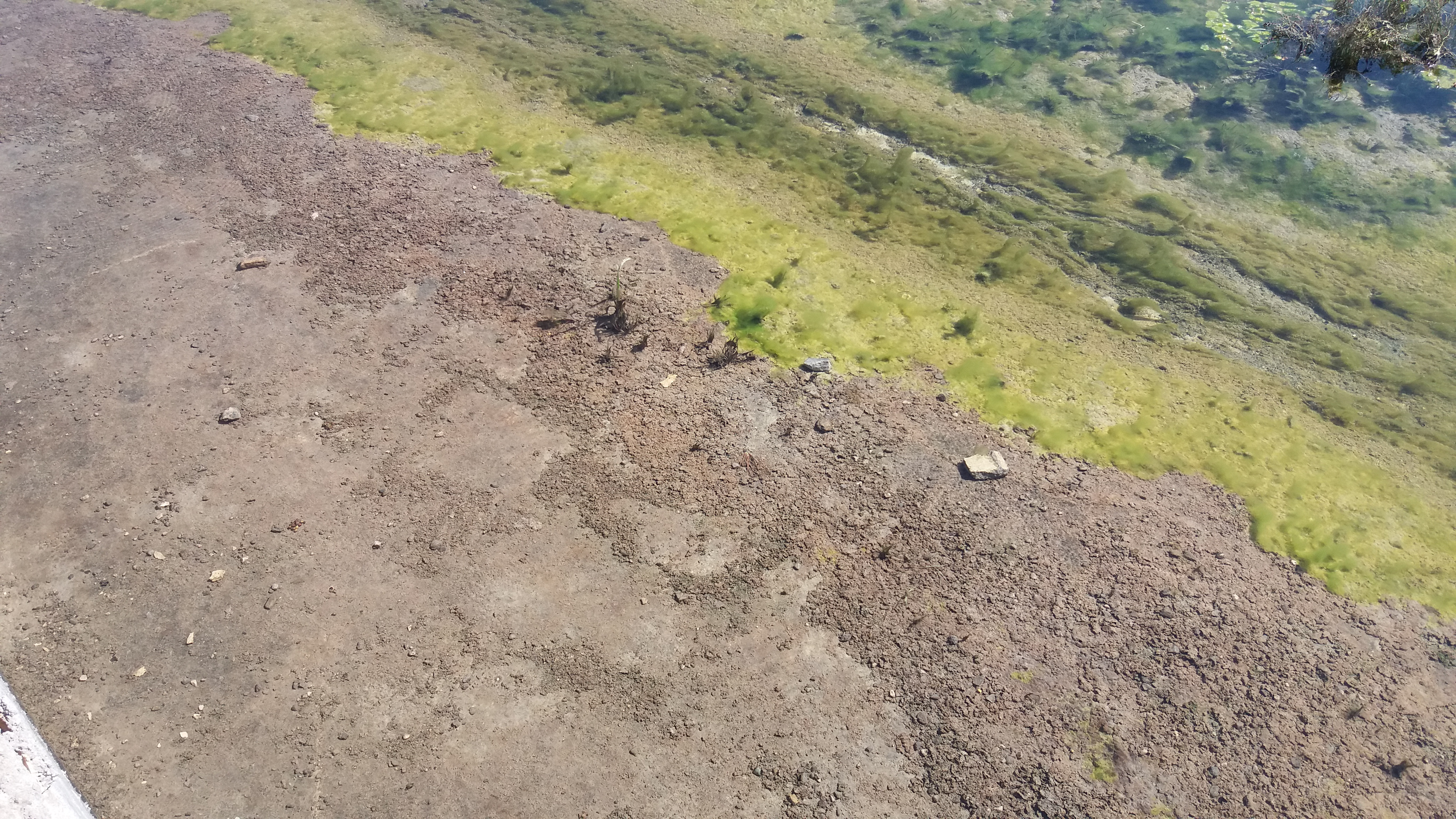